# 贾纳帕蒂
马帕拉·拉克什曼·拉奥（Muppala Lakshmana Rao；1949年6月16日—），化名为贾纳帕蒂（Ganapathy或Ganapathi），是印度共产党（毛主义）中央委员会首任总书记。

## 生平
出生于特伦甘纳邦格里姆讷格尔县Sarangapur。是理科毕业生，并拥有教育学学士学位。 曾在格里姆讷格尔县担任教师，但后来辞去工作，在瓦朗加尔继续接受高等教育。
在瓦朗加尔，贾纳帕蒂与毛派干部Nalla Adi Reddy和康达帕利·西萨拉马亚接触，最终决定加入纳萨尔运动。他是印度共产党（马列）人民战争（又称人民战争集团）的早期成员之一，人民战争集团和印度毛主义共产主义中心于2004年合并为印度共产党（毛主义）后，任该党总书记。2018年11月，贾纳帕蒂辞去总书记职务，由巴萨瓦拉吉接任。

## 个人生活
除贾纳帕蒂外，他还有其他化名：Shrinivas、Rajanna、Raji Reddy、Radhakrishna、GP、Chandrasekhar、Azith和CS。
贾纳帕蒂只接受过几次采访，包括英国广播公司和拉胡尔·潘迪塔的采访。
印度国家调查局宣布任何导致他被捕的信息都将获得150万印度卢比的赏金。他的赏金总额是目前印度最高的，达3600万印度卢比。